# Secretaria de Estado de Justiça e Direitos Humanos do Amazonas
A Secretaria de Estado de Justiça, Direitos Humanos e Cidadania (Sejusc), criada em 9 de março de 2015, integrante da Administração Direta do Poder Executivo Estadual do Amazonas, tem por finalidade articular, coordenar e executar a Política Estadual e Nacional de Direitos Humanos. 
A Sejusc é uma Secretaria do Governo do Amazonas, criada para promover e garantir os direitos dos cidadãos amazonenses. O órgão desenvolve ações de cidadania, voltadas a crianças e adolescentes, idosos, população em situação de rua, diversidade e gênero, migração e refúgio, políticas sobre drogas, promoção da igualdade racial, trabalho escravo, tráfico de pessoas, diversidade religiosa e Pessoa com Deficiência (PcD).
Vinculados a estrutura da Sejusc, o Instituto de Defesa do Consumidor (Procon-AM) e a Fundação Estadual do Índio (FEI) são autarquias que desenvolvem, respectivamente, trabalhos voltados ao Direito do Consumidor e à política de Etnodesenvolvimento Índigena do Estado, com atividades voltadas ao desenvolvimento sustentável e preservação de valores culturais e históricos pelos povos indígenas.
A Sejusc também criou a Tv Sejusc Digital, uma série de vídeos veiculados pelas redes sociais do órgão que tem como objetivo viabilizar as informações e comunicar de maneira articulada, simples e divertida os serviços, projetos, deveres, direitos e políticas públicas existentes na Secretaria e suas pastas de serviço.

## Missão da Sejusc
Com o objetivo de oferecer um atendimento eficiente, acessível e de qualidade à população, a Sejusc se compromete a:
- Atender aos usuários dos serviços públicos com respeito e eficiência
- Capacitar servidores para oferecer um serviço de qualidade à população
- Articular ações que atenda às demandas da população
- Executar programas e projetos inerentes à garantia dos Direitos Humanos
- Manter a transparência das ações do órgão para a população

## Secretarias Executivas

#### Secretaria Executiva de Direitos Humanos
Responde pela promoção, proteção, defesa e implementação dos direitos humanos em consonância com os ordenamentos e documentos nacionais, estaduais e internacionais que regem o tema.
A secretaria é composta pelo serviço de atendimento, responsabilização e educação ao agressor e pelas gerências de atendimento, promoção da igualdade racial, diversidade e gênero, políticas sobre álcool e outras drogas, diversidade e gênero, diversidade religiosa, migração, refúgio, enfrentamento ao tráfico de pessoas e a política a pessoas em situação de rua.

#### Secretaria Executiva Adjunta de Direitos da Pessoa Idosa
Tem como objetivo articular, elaborar e coordenar políticas públicas direcionadas à garantia dos direitos da pessoa idosa, conforme estabelece o Estatuto do Idoso.
A secretaria conta com o Centro Integrado de Proteção e Defesa da Pessoa Idosa (CIPDI), trabalhando juntamente com a Delegacia do Idoso e a Defensoria do Idoso, realizando atendimentos psicossocial, registros de denúncias, visitas domiciliares e mediações de conflitos.

#### Secretaria Executiva de Direitos da Criança e Adolescente
Promove o atendimento à criança e ao adolescente de forma intersetorial no âmbito do Estado do Amazonas com base nos direitos humanos e na legislação pertinente, o Estatuto da Criança e do Adolescente (ECA), que tem como objetivo a proteção integral da criança e do adolescente, aplicando medidas referentes à vida, à saúde, à alimentação, à educação, ao esporte, ao lazer, à profissionalização e à proteção ao trabalho, à cultura, à dignidade, ao respeito, à liberdade e à convivência familiar e comunitária.
É responsável pela supervisão da execução das atividades da Gerência de Promoção dos Direitos da Criança e Adolescente, e do Departamento de Atendimento Socioeducativo, para adolescentes em conflito com a Lei, pelo cumprimento de medidas, em meio semi aberto e fechado.

#### Secretaria Executiva de Direitos da Pessoa com Deficiência
Tem como finalidade a formulação, execução e implementação de políticas públicas que visam a melhoria da qualidade de vida das pessoas com deficiência e suas famílias.
Coordena serviços e ações voltadas a Pessoas com Deficiência, como emissão de 2ª via do RG, emissão de Carteira Intermunicipal, emissão de Carteira Interestadual, concessão do Passa Fácil, cadastro da Pessoa com Deficiência para obtenção da Carteira de Identificação da Pessoa com Deficiência, orientação jurídica, orientação psicossocial, escuta qualificada, averiguação de denúncias de maus-tratos junto ao Conselho Estadual da Pessoa com Deficiência, tradução e interpretação de libras para pessoas surdas, e o “Sejusc Terapia” – que consiste na intervenção assistida com animais para crianças com autismo e Síndrome de Down.

#### Secretaria Executiva de Políticas para Mulheres
A secretaria faz parte da rede de serviços oferecidos pelo Governo do Amazonas voltada às mulheres que estão em situação de violência de gênero, prestando assistência aos programas de capacitação, formação e de conscientização da comunidade no que se refere às questões de gênero, Lei Maria da Penha, Violência Obstétrica, Importunação sexual e os serviços de atenção à mulher.
Coordena as atividades do Serviço de Apoio Emergencial à Mulher, do Centro Estadual de Referência e Apoio à Mulher, da Casa Abrigo Antônia Nascimento Priante, da Unidade Móvel Itinerante (Ônibus da Mulher) e do aplicativo “Alerta Mulher”, voltado a mulheres que solicitaram medida protetiva relacionada ao risco de violência doméstica.

#### Secretaria Executiva de Cidadania
Viabiliza o acesso da população à política de cidadania por meio dos serviços oferecidos nas Unidades de Pronto Atendimento ao Cidadão (PACs), na capital e no interior.
Além de desenvolver ações descentralizadas em comunidades de Manaus e do interior do Estado, por meio do projeto “PAC em Movimento”, que leva serviços de emissão de documentação básica.

## Serviços da Sejusc
Conheça todos os serviços da Sejusc pela carta de serviço.

## Conselhos
- Conselho Estadual dos Direitos da Mulher
- Conselho Estadual dos Direitos da Criança e do Adolescente
- Conselho Estadual do Idoso
- Conselho Estadual de Defesa do Consumidor
- Conselho Estadual de Direitos da Pessoa Humana
- Conselho Estadual de Políticas Antidrogas